# Aleksandr Miedwiediew (ekonomista)
Aleksandr Iwanowicz Miedwiediew (ros. Александр Иванович Медведев, ur. 14 sierpnia 1955 w Szachtiorsku) – rosyjski ekonomista, wiceprezes zarządu Gazpromu, działacz hokejowy. Od lutego 2019 prezes Zenitu Petersburg. Doktor nauk ekonomicznych (PhD).

## Życiorys
Pochodzi z miejscowości Szachtiorsk (obwód sachaliński na wyspie Sachalin). Absolwent Wydziału Systemów Kontroli Automatycznej w na Moskiewskim Instytucie Fizyki i Technologii z 1978.
W latach 1978–1989 pracował w Międzynarodowej Akademii Inwestycji i Gospodarki oraz Departamencie Stosunków Zagranicznych Moskiewskiego Instytutu Badań nad Gospodarką Światową i Stosunkami Gospodarczymi z Zagranicą (IMFMO). Następnie prowadził działalność w Austrii: w latach 1989–1991 jako dyrektor Donau-Bank AG (oddział Inter Trade Consult) w Wiedniu, 1991–1996 dyrektor IMAG Investment Management & Advisory Group GmbH, 1997–1998 wiceprezydent Wostocznaja Nieftianaja Kompanija (Wschodnia Kompania Naftowa), 1998-2002 dyrektor IMAG Investment Management and Advisory Group GmbH również w stolicy Austrii. Odnośnie do jego zatrudnienia w Austrii pojawiły się spekulacje, jakoby jego działalność łączyła się z ukrytą służbą dla KGB (w latach 1989–1991 w Donau Bank pracował równocześnie Andriej Akimow – oficer KGB, później szef Gazprombanku).
Następnie rozpoczął działalność w branży energetycznej. W latach 2002–2005 członek Komitetu Zarządzającego w Gazpromie i dyrektor generalny Gazexport. W 2005 został wiceprezesem Gazpromu (zastępca Aleksieja Millera), równolegle pozostając we władzach spółki Gazexport, w 2008 przemianowanej na Gazprom Export, którego był dyrektorem generalnym. W 2009 w imieniu Gazpromu prowadził negocjacje w zakresie dostarczania gazu przez Ukrainę do Europy Zachodniej. Działa też jako członek komitetu koordynacyjnego RosUkrEnergo i członek komitetu akcjonariuszy Nord Stream. Odgrywa również rolę w działalności spółek Centrex Group, Gazprom Germania, YugoRosGaz.
Został działaczem hokeja na lodzie. Do kwietnia 2011 był prezesem klubu hokejowego SKA Sankt Petersburg (z funkcji ustąpił po zakończeniu sezonu KHL (2010/2011), zastąpiony przez Giennadija Timczenko, zaś spółka Gazprom Export pozostawała nadal właścicielem klubu). Od założenia w 2008 był prezesem hokejowych rozgrywek Kontynentalnej Hokejowej Ligi (KHL). Ponadto został członkiem Rady Dyrektorów, Rady Powierniczej, Komitetu Wykonawczego w Federacji Hokeja Rosji, którą od 2008 reprezentował jako członek rady w Międzynarodowej Federacji Hokeja na Lodzie (IIHF). W lipcu 2014 został ponownie wybrany do rady dyrektorów klubu SKA. Prezydentem ligi KHL był do końca listopada 2014, gdy został członkiem rady IIHF. 14 lipca 2015 został prezesem zarządu juniorskich rozgrywek rosyjskich Młodzieżowej Hokejowej Ligi (MHL), ponownie wybrany 14 października 2016
W 2009 znalazł się na liście Rankingu 100 najbardziej wpływowych osób świata tygodnika Time w kategorii Builders & Titans.
Postanowieniem prezydenta Federacji Rosyjskiej Władimira Putina z 28 listopada 2014 został odznaczony Orderem Honoru za jego wielki wkład w rozwój rosyjskiego hokeja.